# Karaté aux Jeux mondiaux de 1993
Aux Jeux mondiaux de 1993, organisés à La Haye, aux Pays-Bas, des épreuves de karaté étaient au programme.

## Résultats

### Kata
| Rang | Pays   | Karatéka       |
| ---- | ------ | -------------- |
| 1    | Japon  | Ryoke Abe      |
| 2    | Italie | Pasquale Acri  |
| 3    | France | Laurent Riccio |

| Rang | Pays      | Karatéka          |
| ---- | --------- | ----------------- |
| 1    | Japon     | Yukio Mimura      |
| 2    | Allemagne | Simone Schreiner  |
| 3    | France    | Catherine Bernard |

### Kumite

#### Kumite masculin
| Rang | Pays      | Karatéka         |
| ---- | --------- | ---------------- |
| 1    | Japon     | Norimassa Fujita |
| 2    | Allemagne | Veysel Bugur     |
| 3    | Bénin     | Damien Dovy      |
| 3    | Allemagne | Peter Overbeck   |

| Rang | Pays      | Karatéka      |
| ---- | --------- | ------------- |
| 1    | Allemagne | Murat Uysal   |
| 2    | France    | Mickael Braun |
| 3    | Pays-Bas  | Jeffrey Snel  |

| Rang | Pays        | Karatéka             |
| ---- | ----------- | -------------------- |
| 1    | Japon       | Junichi Watanabe     |
| 2    | Italie      | Massimiliano Oggiano |
| 3    | Pays-Bas    | Ronny Rivano         |
| 3    | Royaume-Uni | William Thomas       |

| Rang | Pays        | Karatéka      |
| ---- | ----------- | ------------- |
| 1    | Royaume-Uni | Wayne Otto    |
| 2    | Suède       | Gabriel Berg  |
| 3    | Pays-Bas    | Ali Aktepe    |
| 3    | Iran        | Saeid Ashtian |

| Rang | Pays        | Karatéka       |
| ---- | ----------- | -------------- |
| 1    | Royaume-Uni | Augustus Paul  |
| 2    | Finlande    | Miko Virkola   |
| 3    | Pays-Bas    | Peter Bathoorn |
| 3    | Finlande    | Sami Tainen    |

| Rang | Pays        | Karatéka     |
| ---- | ----------- | ------------ |
| 1    | Canada      | Marc Hamon   |
| 2    | Royaume-Uni | Ian Cole     |
| 3    | Suisse      | Pierre Amman |
| 3    | Pays-Bas    | Hans Roovers |

| Rang | Pays     | Karatéka     |
| ---- | -------- | ------------ |
| 1    | Pays-Bas | Rob Mol      |
| 2    | Canada   | Marc Hamon   |
| 3    | Pays-Bas | Rogier Alken |
| 3    | Suède    | Reza Mohseni |

#### Kumite féminin
| Rang | Pays        | Karatéka        |
| ---- | ----------- | --------------- |
| 1    | Pays-Bas    | Ivonne Senff    |
| 2    | France      | Maryse Mazurier |
| 3    | Finlande    | Sari Laine      |
| 3    | Royaume-Uni | Jillian Toney   |

| Rang | Pays        | Karatéka       |
| ---- | ----------- | -------------- |
| 1    | Royaume-Uni | Molly Samuels  |
| 2    | Pays-Bas    | Annelies Bouma |
| 3    | Autriche    | Irene Liez     |
| 3    | Finlande    | Sari Nybäck    |

| Rang | Pays        | Karatéka       |
| ---- | ----------- | -------------- |
| 1    | Suède       | Karin Olsen    |
| 2    | Turquie     | Nurhan Firat   |
| 3    | Royaume-Uni | Janice Francis |
| 3    | Japon       | Yukiko Yoneda  |